# Ascanio de' Mori da Ceno

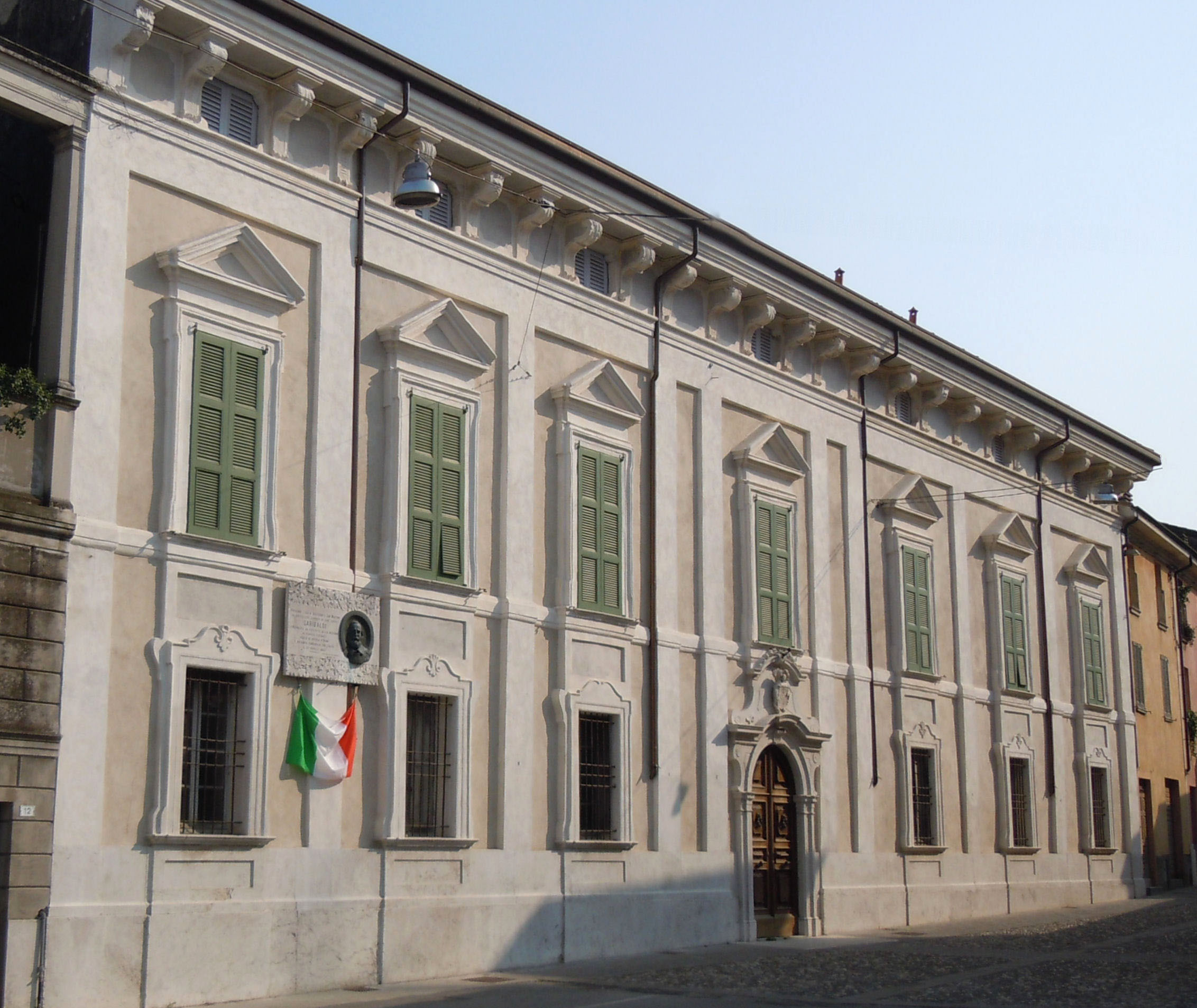
Medole, Palazzo Ceni

Ascanio Pipino de' Mori da Ceno (Medole, 1533 – Mantova, 26 ottobre 1591) è stato un poeta e militare italiano.

## Biografia
Discendente dalla nobile famiglia Da Ceno, fu figlio di Agostino, capitano al servizio del duca di Mantova Federico Gonzaga e di Barbara Bettoni, entrambi dimoranti a Birbesi, dove Ascanio forse nacque.
Ascanio fu militare, funzionario, poeta e letterato al servizio del duca Guglielmo Gonzaga. Allevato a Mantova, studiò letteratura a Bologna e intraprese la vita militare, combattendo nelle Guerre turco-veneziane agli ordini di Orazio Gonzaga, marchese di Solferino, ove sovraintese alla costruzione del castello dopo il rientro in patria.
Nel 1562 divenne membro dell'Accademia degli Invaghiti di Mantova col nome di "Candido".
Dal 1576 al 1583 ricoprì la carica di Commissario di Ceresara e fu governatore di Solferino, dove si trasferì agli ordini di Orazio Gonzaga.
A Medole divenne consigliere letterario di Giovanni Battista Cavallara, medico di corte Gonzaga dal 1578, che si occupò anche della salute del poeta Torquato Tasso, liberato a Ferrara dov'era detenuto nel 1586 per intercessione del duca Guglielmo Gonzaga che lo volle presso la sua corte. Il Tasso conobbe Ascanio de' Mori e ne divenne amico. Nel 1583 Ascanio si trasferì a Mantova, sede del Ducato, alla corte dei Gonzaga.
Nel 1585 pubblicò quindici Novelle, tra le quali si ricorda: Giuoco piacevole, Ragionamento in lode delle donne e Alcune rime. Cenni frequenti alle sue Rime e Novelle si trovano nelle Lettere, in particolare in quelle rivolte al Cavallara, al Tasso e ad un altro letterato mantovano, Antonio Beffa Negrini.
Morì a Mantova nel 1591.
A Medole, suo luogo natale, si conserva ancora il Palazzo Ceni, nobile famiglia discendente da Ascanio de' Mori da Ceno e proveniente dal paese di Ceno, ora Cene, in provincia di Bergamo.

## Opere
- Giuoco piacevole, del 1575;
- Ragionamento, del 1580;
- Rime, del 1580;
- Novelle, del 1585;
- Lettere a diversi padroni et amici suoi, del 1589.

## Discendenza
Ascanio sposò nel 1569 Settima Olivi, figlia di Luigi commissario dei Gonzaga a Medole, dalla quale ebbe i seguenti figli:
- Ottavia Augusta
- Africano
- Amilcare
- Agostino
- Augusto
- Barbara
- Ersilia
- Orazio
- Sulpizia.

## Arma
D'argento all'albero di verde, accostato da due teste di moro, affrontate, col capo d'oro, carico di un'aquila di nero, coronata d'oro.